# 魷
鱿（squid）或鱿鱼，是一口语泛称，指许多具有长锥形柔软躯体、大眼睛、八腕足（arm）和两触腕（tentacle）的十腕总目软体动物，它们主要分布于闭眼鱿目（Myopsida）、开眼鱿目（Oegopsida）和深海鱿目（Bathyteuthida）中。值得注意的是，在更广泛的新鞘亚纲（Neocoleoidea）范围内，许多其他软体动物即便不完全符合上述特征标准，也通称为鱿鱼。魷魚是頭足綱中數量最多的一支，其體型差距極大，小的只有人類手掌大（例如鎖管），大的長度可以與抹香鯨同等（例如大王酸漿魷）。
原称“管鱿目”（Teuthida）或“枪形目”、“魷目”，已不被WoRMS接受，这是基于已发表的系统发育学和分类学研究，这些研究表明传统的 "Teuthida" 并非一个自然的单系群，其有效性遭学术界质疑。
鱿鱼在全世界海域都有出沒，無論淺海深海，作為一個種族來說非常繁榮昌盛，也是各種海豚、鯨魚、海豹、海鳥的主食。魷魚的游泳速度也是头足纲里面最快的，性格普遍凶猛，有強烈的獵食慾望，其中的开眼亚目包含了許多巨型乌贼。这些鱿鱼一般都是群聚为生，在春夏季交配，产卵期由两三只体型较巨大的母鱿带头进行集体交配。所有鱿鱼都夜晚喜光，故沿海渔民捕捉时，用汽灯光引诱其浮上水面，再用网捞迅速从其后堵住逃走方向，将其捕捉。活体的鱿鱼皮肤表层有大量含有色素的“泡”，这些“泡”会随情绪变化而变化。
鱿鱼也是頭足綱中被食用數量最多的，全世界都有食用魷魚的記錄，但不一定有食用其它頭足綱的習俗，中國的東南沿海、歐洲、韓國、日本和東南亞國家都把魷魚視為重要的食物來源，魷魚的販賣和人類的經濟活動密切相關。

## 名稱混淆
魷魚在中國宋代始見記述，《本草綱目》引宋代蘇頌《圖經本草》：“柔魚，與八爪魚相似，但無骨耳”。在中文文言文里面，也有以“句公”称呼牠的。
鱿鱼与墨鱼（墨鱼目）两者相加成为“乌贼”，而乌贼的正式名称是“十腕总目”。
在台湾，鱿鱼又被细分为“大捲”、“中捲”、“小捲”等等，但是这种分类方式在其它使用中文的地区并不常见，在其余地区直接用“鱿鱼”，甚至范围更大的“乌贼”来含糊代替。

## 食用價值

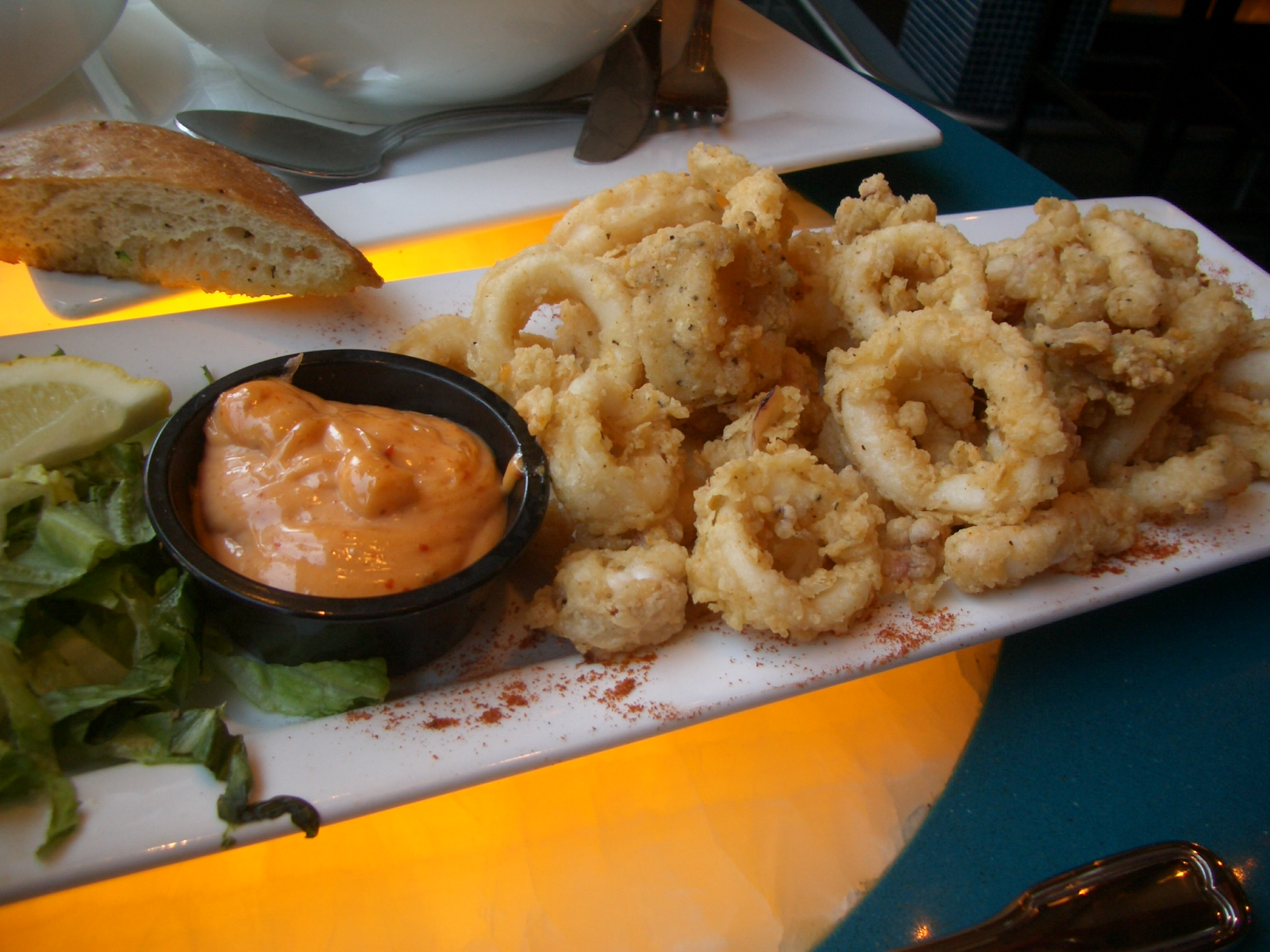
油炸魷魚圈

鱿鱼在多個地區，例如：東亞、地中海等地區是料理的常見食材。在西方國家，例如：歐洲、北美、澳洲，炸魷魚圈是非常常見的菜色。另外地中海沿岸國家的意大利和西班牙，也有很多魷魚料理。
鱿鱼是中国沿海地区常菜。鱿鱼在晒干后俗称土鱿。

## 分類
鱿鱼是十腕總目的成員，但在解剖上說與同總目的另外四個目分別較大。它可以再細分為開眼亞目和閉眼亞目兩大亞目，合共有29科300多個屬，是頭足綱最大的分支。
鱿鱼：
- †近鱿科（英语：Plesioteuthididae） Plesioteuthididae (地位未定)
- †羽幌魷屬 Haboroteuthis (地位未定)
- 閉眼魷目 Myopsina
  - 澳槍魷科（英语：Australiteuthis） Australiteuthidae
  - 鎖管科 Loliginidae
- 開眼魷目 Oegopsina
  - 大王魷總科 Architeuthoidea
    - 大王魷科 Architeuthidae
    - 新魷科 Neoteuthidae

  - 小頭魷總科 Cranchioidea
    - 小頭魷科 Cranchiidae
    - 真魷科 Ommastrephidae，又名柔魚科
    - 飛魷科 Thysanoteuthidae

  - 手魷總科 Chiroteuthoidea
    - 穗尾魷科（英语：Batoteuthidae） Batoteuthidae
    - 手魷科（英语：Chiroteuthidae） Chiroteuthidae
    - 葛氏雙鰭魷科 Grimalditeuthidae[7]
    - 長尾魷科 Joubiniteuthidae
    - 巨鰭魷科 Magnapinnidae
    - 鞭魷科 Mastigoteuthidae
    - 勇槍魷科（英语：Promachoteuthis） Promachoteuthidae

  - 圓鰭魷總科（英语：Cycloteuthoidea） Cycloteuthoidea
    - 腕魷科（英语：Brachioteuthidae） Brachioteuthidae
    - 圓鰭魷科（英语：Cycloteuthidae） Cycloteuthidae

  - 武裝魷總科（英语：Enoploteuthoidea） Enoploteuthoidea
    - 鉤魷科（英语：Ancistrocheiridae） Ancistrocheiridae
    - 武裝魷科 Enoploteuthidae
    - 燈魷科 Lampadioteuthidae
    - 光眼魷科（英语：Lycoteuthidae） Lycoteuthidae
    - 火魷科 Pyroteuthidae

  - 角鱗魷總科（英语：Pholidoteuthis） Pholidoteuthoidea
    - 角鱗魷科（英语：Pholidoteuthis） Pholidoteuthidae

  - 八腕魷總科（英语：Octopoteuthoidea） Octopoteuthoidea
    - 鱗皮魷科（英语：Lepidoteuthidae） Lepidoteuthidae
    - 八腕魷科（英语：Octopoteuthidae） Octopoteuthidae

  - 地位未定
    - 手鈎魷科（英语：Gonatidae） Gonatidae
    - 帆魷科（英语：Histioteuthidae） Histioteuthidae
    - 爪魷科 Onychoteuthidae
    - 寒海魷科 Psychroteuthidae
    - †蝦夷巨魷屬 Yezoteuthis

## 畫廊

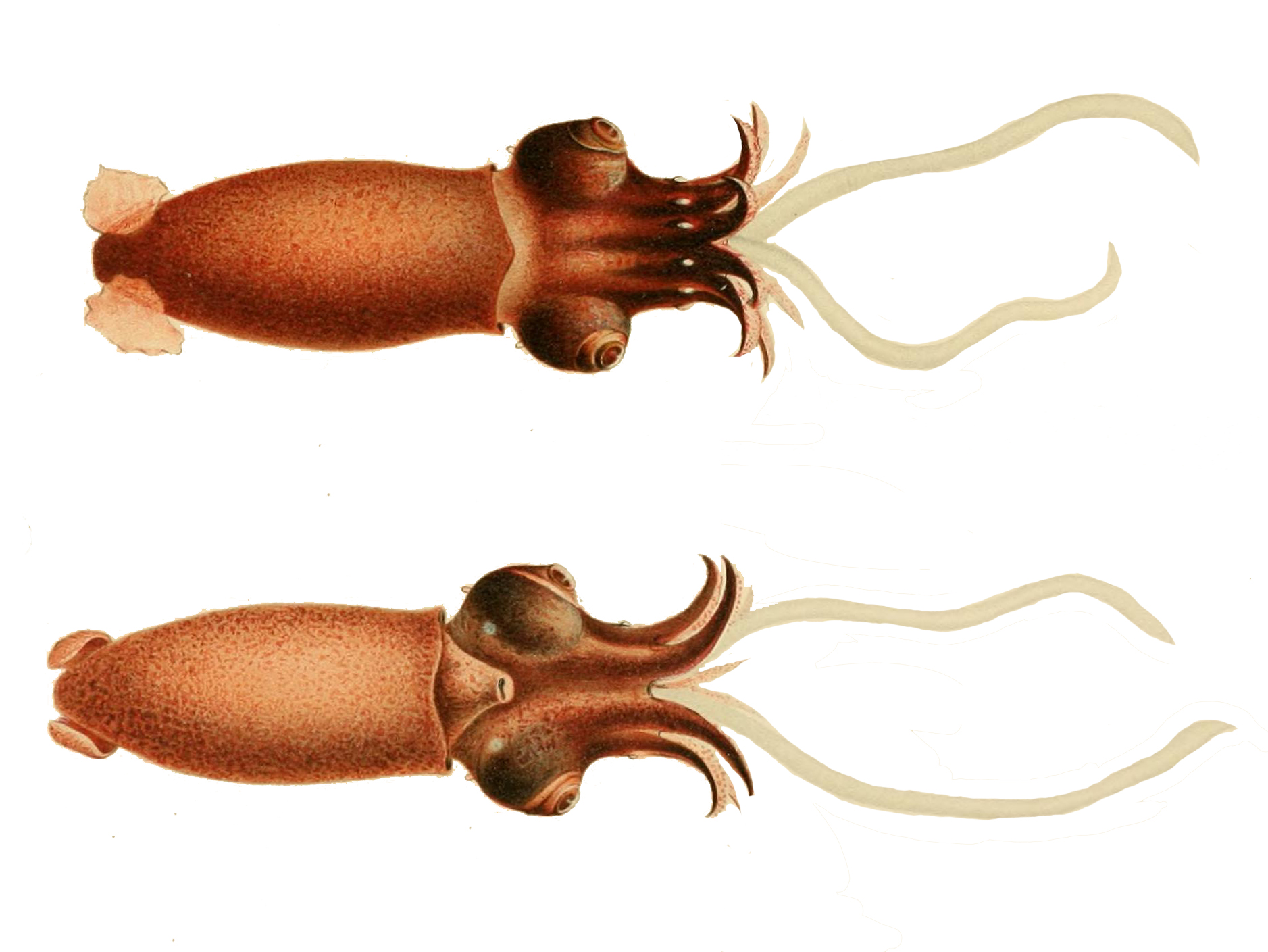
深海魷 B. abyssicola
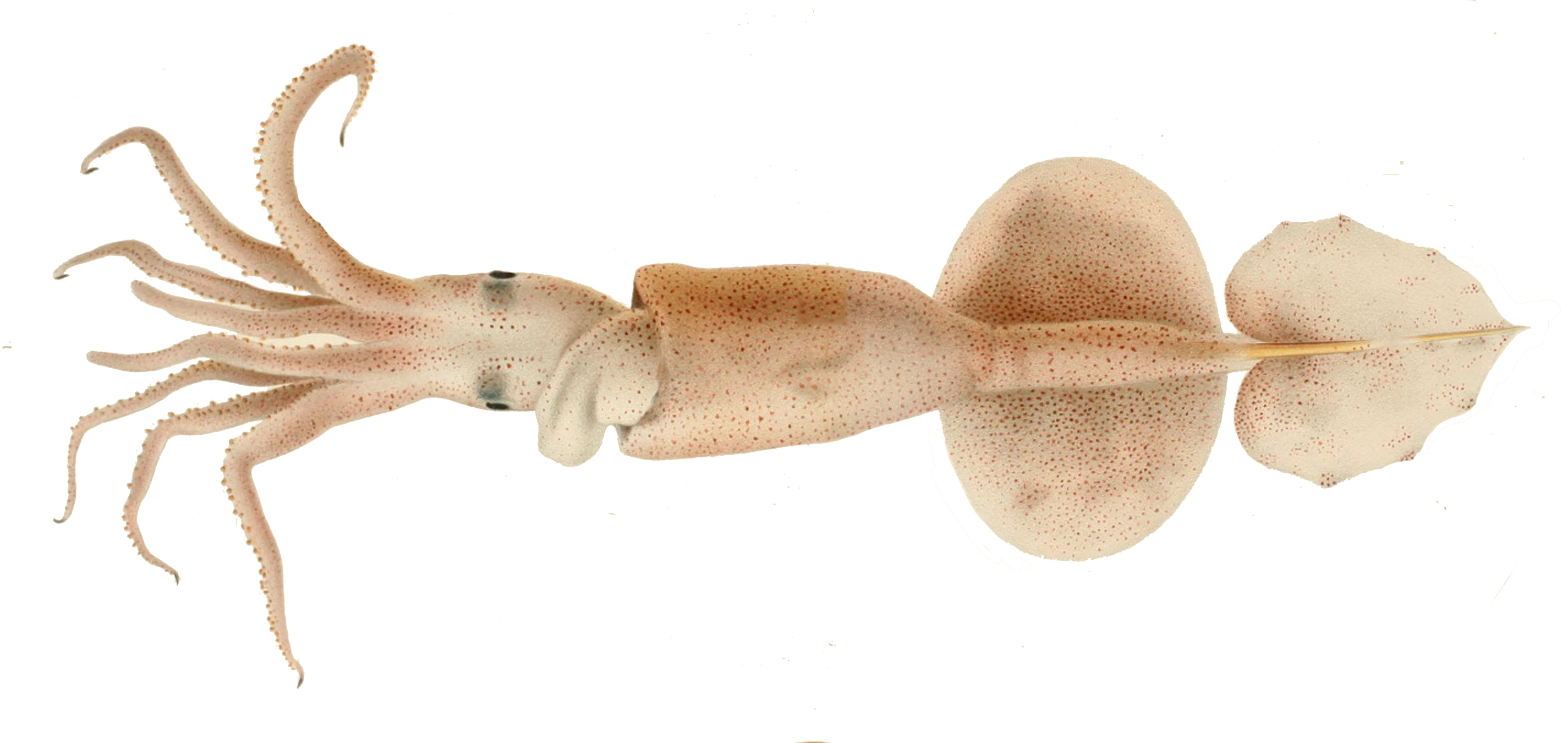
葛氏雙鰭魷 G. bonplandi
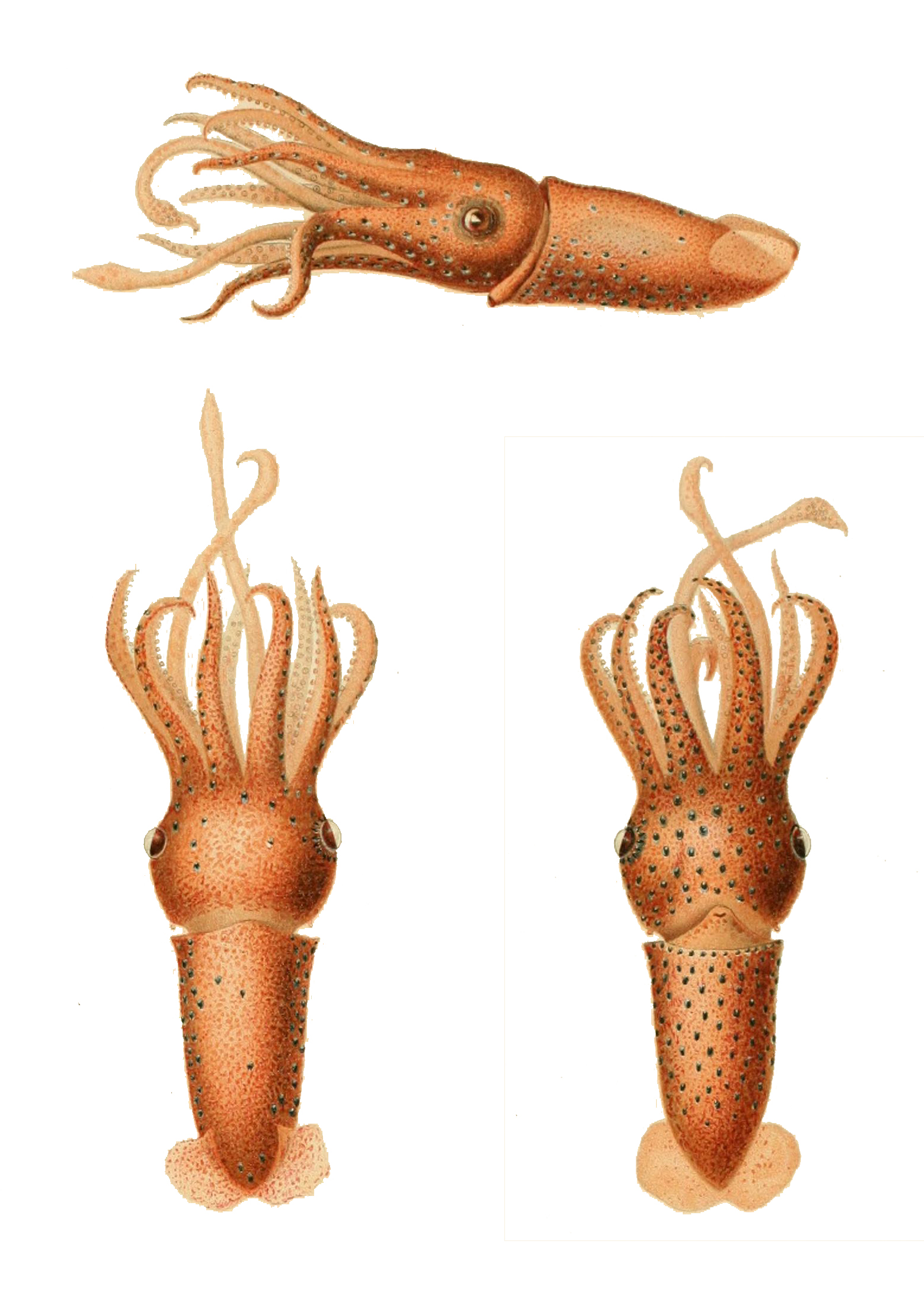
逆帆魷（英语：Histioteuthis reversa） H. reversa
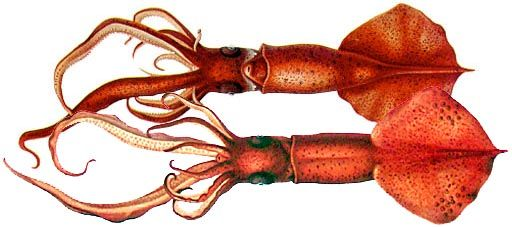
焰鞭魷（英语：Mastigoteuthis flammea） M. flammea
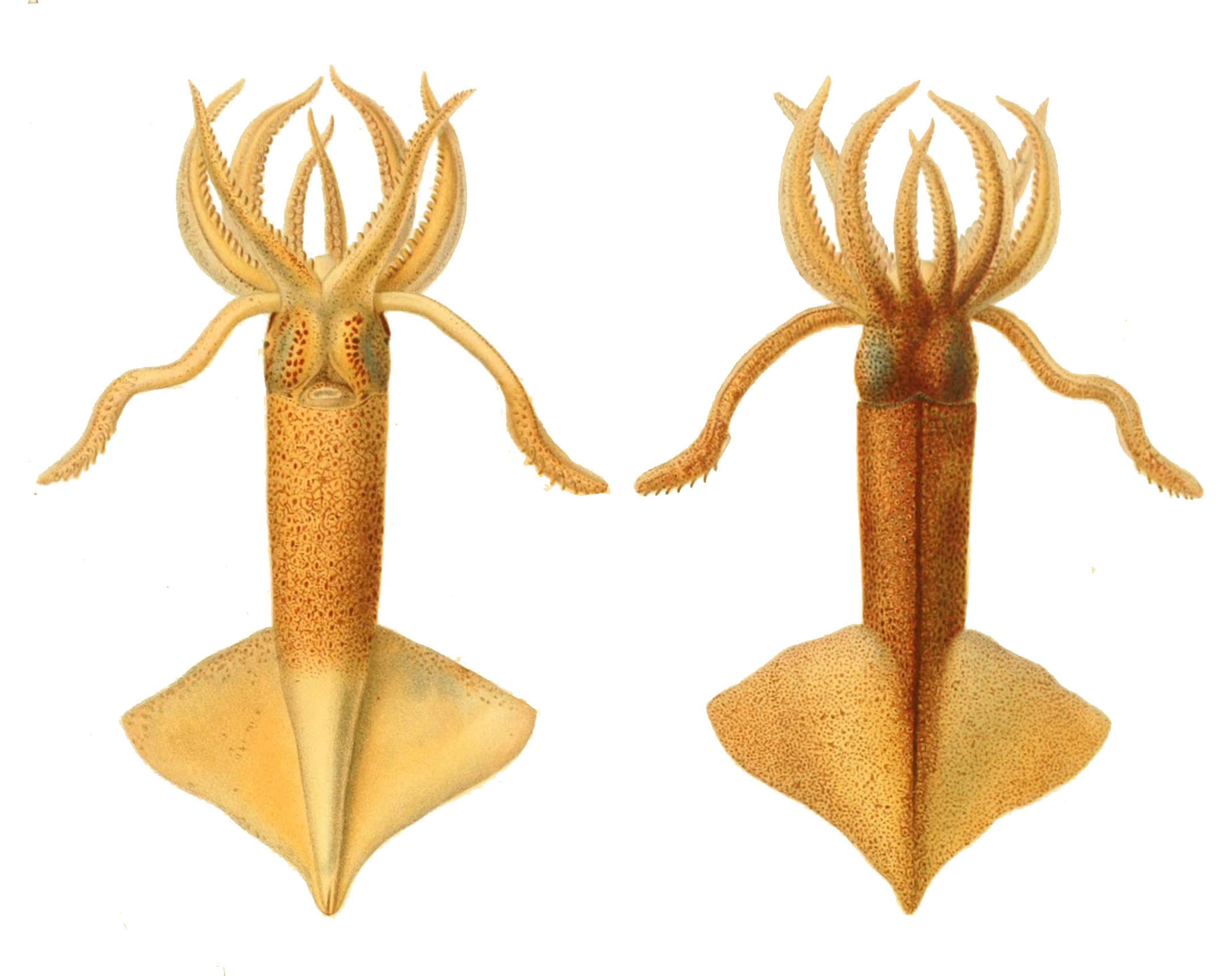
班氏爪魷 O. banksii
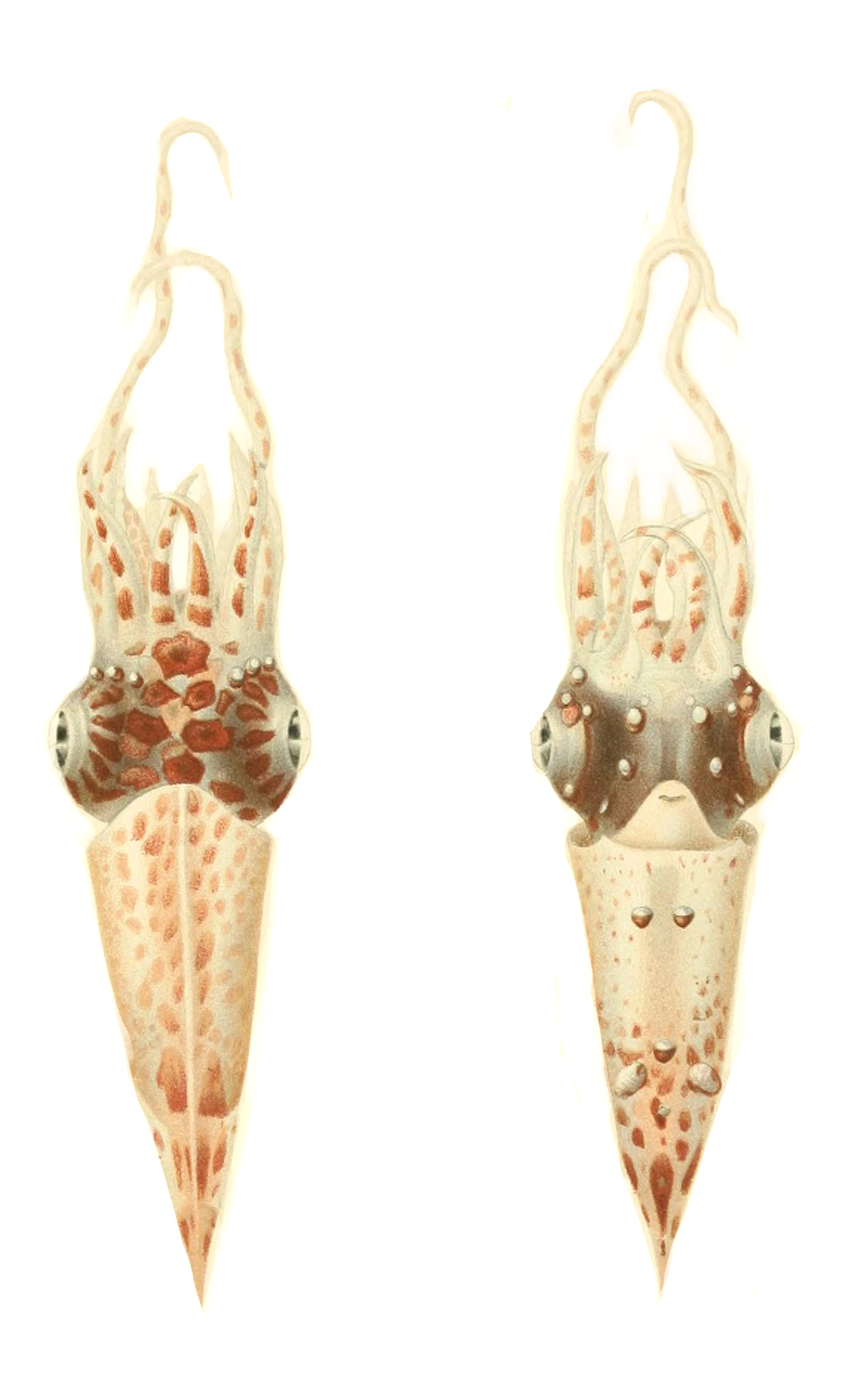
吉氏翼魷（英语：Pterygioteuthis giardi） P. giardi

## 外部連結
- CephBase: Teuthida
- Colossal Squid at the Museum of New Zealand Te Papa Tongarewa（页面存档备份，存于）
- Market squid mating, laying eggs (video) （页面存档备份，存于）
- Scientific American - Giant Squid （页面存档备份，存于）
- The Cephalopod Page （页面存档备份，存于）
- The Octopus News Magazine Online （页面存档备份，存于）